# Batalla de Cēsis (1919)
La Batalla de Võnnu (en estonio: Võnnu lahing; en letón: Cēsu kaujas, Batalla de Cēsis; en alemán: Schlacht von Wenden, Batalla de Wenden), librada cerca de Cēsis (Wenden) en junio de 1919, fue una batalla decisiva en la guerra de Independencia de Estonia y la guerra de Independencia de Letonia. Tras intensos combates, una fuerza estonia que avanzaba desde el norte, complementada con unidades letonas, repelió los ataques alemanes del Báltico y lanzó un contraataque total.

## Trasfondo
Letonia declaró su independencia en 1918, pero no pudo detener el avance del Ejército Rojo, lo que resultó en la pérdida de Riga. El avance de los fusileros letones rojos fue frenado por el VI Cuerpo de Reserva alemán. El Cuerpo de Reserva, al mando del general Rüdiger von der Goltz, estaba compuesto por la Baltische Landeswehr, la División de Hierro de los Freikorps y la División de Reserva de la Guardia. Los voluntarios letones leales al Gobierno Provisional también fueron puestos bajo el mando de la Baltische Landeswehr. El 16 de abril de 1919, el gobierno letón de Kārlis Ulmanis fue derrocado por los alemanes, quienes instauraron un Gobierno Provisional alemán títere de Letonia, encabezado por Andrievs Niedra. Sin embargo, la Brigada Letona, liderada por Jānis Balodis, permaneció pasivamente bajo el mando alemán.
Tras recuperar Riga del Ejército Rojo, el VI Cuerpo de Reserva continuó su avance hacia el norte. Al mismo tiempo, la 3.ª División estonia, tras expulsar a los soviéticos del sur de Estonia, avanzaba hacia Letonia desde el norte. Estonia seguía reconociendo al gobierno de Ulmanis, y ninguna de las partes estaba dispuesta a ceder. El 5 de junio comenzaron los combates, y el Landeswehr tomó Cēsis al día siguiente. El 10 de junio, con la mediación de los Aliados, se declaró un alto el fuego, pero las conversaciones fracasaron y el 19 de junio se reanudaron los combates.

## Batalla

Control militar en Letonia el 22 de junio de 1919
fuerzas pro-alemanas
Ejército Rojo
Ejército letón
Ejército estonio

El 19 de junio, la lucha se reanudó con un ataque de la División de Hierro contra las posiciones estonias cerca de Limbaži. En ese momento, la 3.ª División estonia, que incluía al 2.º Regimiento Letón de Cēsis, al mando del coronel Krišjānis Berķis, contaba con 5990 soldados de infantería y 125 de caballería. Las fuerzas proalemanas contaban con entre 5500 y 6300 soldados de infantería, entre 500 y 600 de caballería y una sólida ventaja en cañones, ametralladoras y morteros. Las fuerzas alemanas lograron cierto éxito en los alrededores de Limbaži, pero pronto fueron repelidas. El ataque principal del Landeswehr comenzó el 21 de junio, rompiendo las posiciones del 2.º Regimiento Letón de Cēsis en el río Rauna. 
La situación se volvió crítica para la 3.ª División estonia, pero el asalto alemán fue detenido por tres trenes blindados estonios y el Batallón Partisano Kuperjanov. El Landeswehr continuó atacando en varias partes del frente, y más fuerzas estonias se unieron a la batalla. Después de detener los últimos ataques alemanes, las fuerzas estonias comenzaron un contraataque total el 23 de junio que resultó en la recuperación de Cēsis. Las unidades alemanas comenzaron una retirada general hacia Riga.

## Consecuencias
La batalla de Cēsis supuso una victoria decisiva para Estonia contra las fuerzas proalemanas. La 3.ª División estonia continuó su avance hacia Riga. El 3 de julio, las fuerzas estonias se encontraban en las afueras de la ciudad. Estonia, Letonia y el Gobierno Provisional proalemán de Letonia firmaron el Alto el Fuego de Strazdumuiža a petición de la Entente. El armisticio restableció el gobierno de Ulmanis en Riga. Se ordenó a las fuerzas alemanas abandonar Letonia, y el Landeswehr báltico-alemán quedó bajo el mando del gobierno letón y fue enviado a combatir al Ejército Rojo. Sin embargo, para eludir las órdenes de la Entente, muchos soldados alemanes, en lugar de marcharse, se incorporaron al Ejército Voluntario de Rusia Occidental. Los combates en Letonia y Lituania se reanudaron en octubre y continuaron hasta diciembre de 1919.
Estonia celebra el aniversario de la batalla como el Día de la Victoria, una fiesta nacional. Los eventos conmemorativos anuales comunes de la batalla se llevan a cabo el 22 de junio (Día de la Victoria de Letonia, en letón: Latvijas Uzvaras diena) en el Monumento a la Libertad en Cēsis, Letonia.